# مدال طلای انجمن سلطنتی اخترشناسان
مدال طلائی انجمن سلطنتی اخترشناسان (به انگلیسی: Gold Medal of the Royal Astronomical Society RAS)) بالاترین جایزه‌ای است که از سوی آر ای اس به شخص ویا اشخاصی داده می‌شود. انجمن سلطنتی اخترشناسان اختیار کامل دارد که به هر دلیلی که شایسته بداند این جایزه را پیشنهاد و ارائه کند. نخستین مدال در سال ۱۸۲۴ داده شد و تاکنون این مدال در برابر تحقیقات علمی برجسته و شاخص افراد در زمینه‌های اخترشناسی و جغرافیا و همچنین ژئوفیزیک که می‌توانسته در مسیر رهبری برنامه‌های تحقیقاتی هم باشد داده شده‌است.
تا سال ۱۸۲۷ هر ساله چندین مدال از سوی انجمن سلطنتی اخترشناسان به پژوهش‌گران برجسته ارائه می‌شد ولی از آن پس تاکنون تنها یک مدال در هر سال در هر زمینه داده می‌شود.
مدال طلا بالاترین مدال افتخار این انجمن است و برای قدردانی از کارهای برجسته طولانی در طول زندگی شخص ارائه می‌شود.
مدال ادینگتون این انجمن برای قدردانی از یک اثر یا اقدام برجسته شخص ارائه می‌شود.
مدال‌های: Patrick Moore ،Service Award،Price، Herschel Medal ،Jackson-Gwilt ،Chapman Medal ،Fowler Prizes، Winton Capital ،Group Achievement و چند مدال دیگر از سوی این انجمن برای قدردانی از یک اثر، سخنرانی، خدمت یا اقدام برجستهٔ شخص در مورد خود ارائه می‌شود.